# George A. Drew

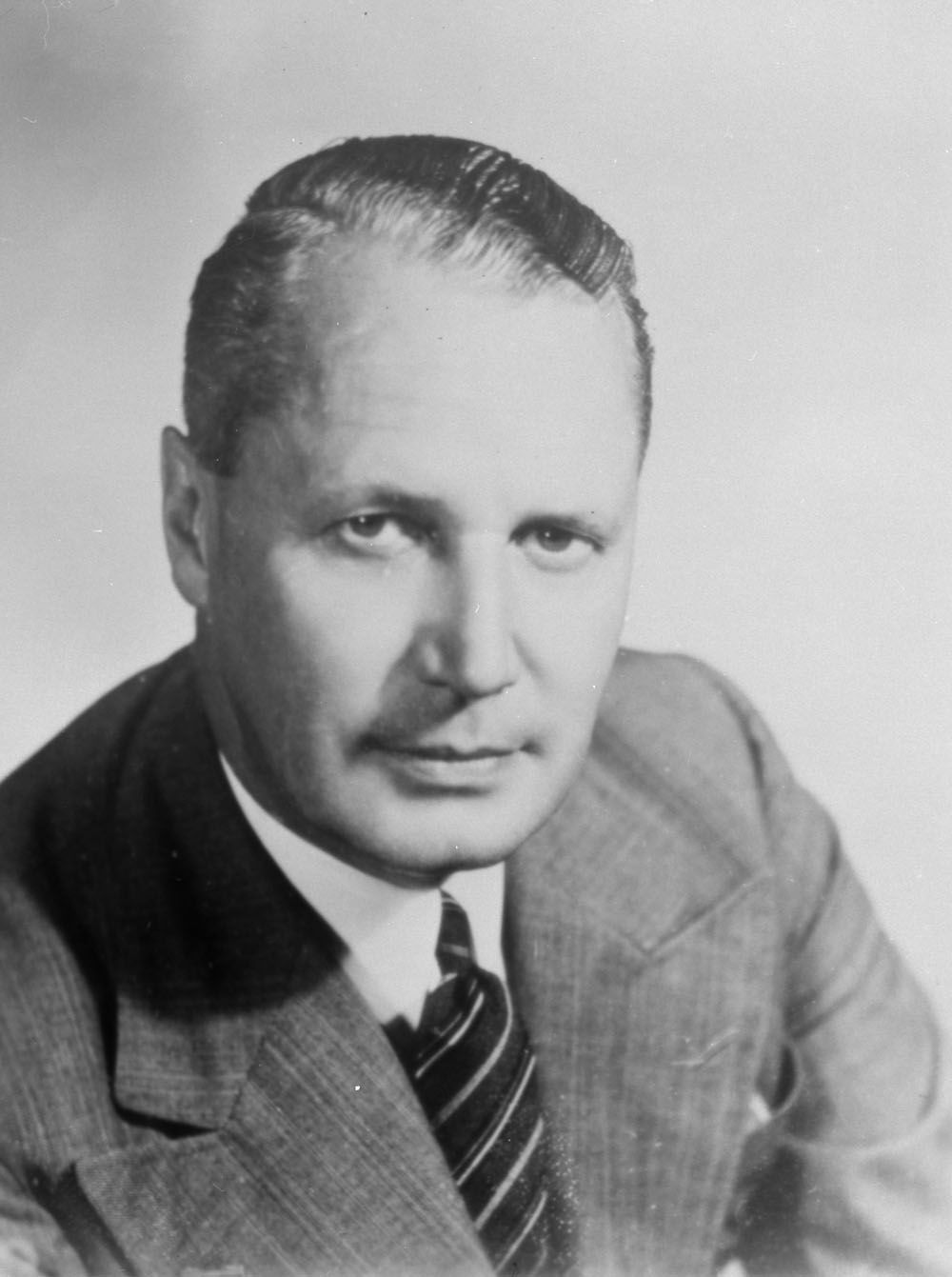
George Drew en 1939

George Alexander Drew (7 de mayo de 1894 - 4 de enero de 1973) fue un político canadiense. Él fue el 14° primer ministro de Ontario de 1943 a 1948. Su mandato inaugura una presencia en el poder del Partido Conservador Progresista de Ontario durante 42 años en aquella provincia. Fue el presidente del Partido Conservador Progresista de Ontario por interim de 1948 a 1956. Era masón.